# 唐沢商会のマニア蔵
『唐沢商会のマニア蔵』(からさわしょうかいのまにあぐら)とは、唐沢俊一、唐沢なをき作の蔵出し作品初収録になる単行本。

## 収録作品
- 蒸気王(株式会社講談社【週刊モーニング】パーティ増刊)

1. 「アヽラ怪し謎の飛行船」(46号　1991年9月23日号)
2. 「アヽラ怪し謎の潜航艇」(47号　1991年10月23日号)
3. 「アヽラ怪し謎の電気治療」(48号　1991年11月26日号)
4. 「アヽラ怪し謎の電気虫」(50号　1992年2月4日号)
5. 「アヽラ怪し謎の極地怪人」(51号　1992年3月3日号)

- 電魔の都(未発表作品)
- 東京学芸探検隊(ぴあ【ぴあ大学選択】1996年版)
- 刺青伝(実業之日本社【週刊漫画サンデー】1989年5月23日号・一部改題2002年1月)
- 食のブラックホール(講談社【ホットドッグプレス増刊】1992年10月5日号～1993年7月5日号)
- 學問(株式会社朝日新聞社【週刊朝日】1991年12月6日号)
- デビューパターンの研究と分析(扶桑社【週刊SPA!】1992年6月10日号)
- よくわかる小6理科(作・画◎唐沢なをき)(青林堂【月刊ガロ】1992年5月号)
- ガラダマ天国(ぴあ【TVぴあ】1997年12月3日・17日号)
- 夏のあら!カルト(マガジンハウス【銀座三丁目】1992年9月号)
- 聞き描き　怪談(マガジンハウス【週刊パンチザウルス】1989年7月4日号)
- シネマもろとも(徳間書店【月刊少年キャプテン】1990年1月号から1992年2月号掲載分全24回分より抜粋)

## 単行本
発行年月日：2002年4月1日 書籍コード：ISBN 4-7580-0030-1